# Liste der Nummer-eins-Hits in Polen (2012)
Dies ist eine Liste der Nummer-eins-Hits in Polen im Jahr 2012. Sie basiert auf den offiziellen Airplay Top 100 und den Album Top 50, die im Auftrag des polnischen Związek Producentów Audio-Video erstellt wurden. Es gab in diesem Jahr 23 Nummer-eins-Singles und 28 Nummer-eins-Alben.

## Singles
| ← 2011 ← | Liste der Nummer-eins-Hits in Polen | Liste der Nummer-eins-Hits in Polen | Liste der Nummer-eins-Hits in Polen | 2013 →                    |
| \| Zeitraum \| Wo. ges. \| Interpret \| Titel Autor(en) \| Zusätzliche Informationen \| \| (Zeitraum, Wochen auf Platz eins, Interpret, Titel, Autor[en], zusätzliche Informationen) \| \| \| \| \| \| ----------------------------------------------------------------------------------------- \| -------- \| --------------------------- \| --------------------------------------------------------------------------------------------------------------------------------------------------------------------------- \| ------------------------- \| \| 31. Dezember 2011 – 6. Januar 2012 1 Woche (insgesamt 2) \| 2 \| Foster the People \| Pumped Up Kicks Mark Derek Foster \| – \| \| 7. Januar 2012 – 13. Januar 2012 1 Woche \| 1 \| Adele \| Someone like You Adele Laurie Blue Adkins, Daniel Dodd Wilson \| – \| \| 14. Januar 2012 – 20. Januar 2012 1 Woche \| 1 \| Rihanna feat. Calvin Harris \| We Found Love Calvin Harris \| – \| \| 21. Januar 2012 – 10. Februar 2012 3 Wochen (insgesamt 9) \| 9 \| Gotye feat. Kimbra \| Somebody That I Used to Know Walter Andre E. De Backer, Luiz Floriano Bonfá \| – \| \| 11. Februar 2012 – 17. Februar 2012 1 Woche \| 1 \| Michel Teló \| Ai Se Eu Te Pego! Sharon Acioly Arcoverde, Antônio Carlos Paim Cerqueira, Amanda Grasiele Mesquita Teixeira da Cruz, Aline Medeiros da Fonseca, Karine Assis Vinagre \| – \| \| 18. Februar 2012 – 29. März 2012 6 Wochen (insgesamt 9) \| 9 \| Gotye feat. Kimbra \| Somebody That I Used to Know Walter Andre E. De Backer, Luiz Floriano Bonfá \| – \| \| 30. März 2012 – 6. April 2012 1 Woche \| 1 \| Kelly Clarkson \| Stronger (What Doesn’t Kill You) Jörgen Kjell Aake Elofsson, David H. Gamson, Alexandra Leah Tamposi, Gregory Allen Kurstin \| – \| \| 7. April 2012 – 13. April 2012 1 Woche (insgesamt 3) \| 3 \| Nickelback \| Lullaby Craig Michael Wiseman, Rodney Dale Clawson, Christopher G. Tompkins, Chad Robert Kroeger \| – \| \| 14. April 2012 – 27. April 2012 2 Wochen \| 2 \| Jula \| Za każdym razem Julita Fabiszewska, Adrian Owsianik \| – \| \| 28. April 2012 – 4. Mai 2012 1 Woche \| 1 \| Fun feat. Janelle Monáe \| We Are Young Nathaniel Joseph Ruess, Andrew Dost, Jack Michael Antonoff, Jeffrey Bhasker \| – \| \| 5. Mai 2012 – 18. Mai 2012 2 Wochen (insgesamt 3) \| 3 \| Nickelback \| Lullaby Craig Michael Wiseman, Rodney Dale Clawson, Christopher G. Tompkins, Chad Robert Kroeger \| – \| \| 19. Mai 2012 – 1. Juni 2012 2 Wochen \| 2 \| Aura Dione feat. Rock Mafia \| Friends Maria Louise Joensen, David Jost, Antonina Armato, Timothy James Price \| – \| \| 2. Juni 2012 – 22. Juni 2012 3 Wochen \| 3 \| Oceana \| Endless Summer Oceana Mahlmann, Marc F. Jackson, Hugo Oscar, Reinhard Raith, Blair Nicholas Somerled Mackichan, Andreas Litterscheidt, Mense Reents, Edvard Jakobus Siebels \| – \| \| 23. Juni 2012 – 6. Juli 2012 2 Wochen \| 2 \| Carly Rae Jepsen \| Call Me Maybe Joshua Keeler Ramsay, Carly Rae Jepsen, Tavish Joseph Crowe \| – \| \| 7. Juli 2012 – 20. Juli 2012 2 Wochen \| 2 \| Flo Rida \| Whistle Tramar Lacel Dillard, David Edward Glass, Antonio Clarence Mobley, Marcus Killian, Justin Scott Franks, Breyan Stanley Isaac, Arthur Scott Pingrey, Joshua Ralph \| – \| \| 21. Juli 2012 – 3. August 2012 2 Wochen \| 2 \| Pitbull \| Back in Time Urales Vargas, Armando Christian Pérez, Marc Christopher Kinchen, Adrian Trejo, Sylvia Robinson, Ellas Otha Bates McDaniels, Mickey Baker \| – \| \| 4. August 2012 – 10. August 2012 1 Woche \| 1 \| Loka \| Prawdziwe powietrze Grzegorz Porowski, Kamil Mikuła \| – \| \| 11. August 2012 – 17. August 2012 1 Woche (insgesamt 3) \| 3 \| Jula \| Nie zatrzymasz mnie Julita Fabiszewska, Adrian Owsianik \| – \| \| 18. August 2012 – 24. August 2012 1 Woche \| 1 \| Shakira \| Addicted to You Armando Christian Pérez, Shakira Isabel Mebarak Ripoll, Edward E. Bello, John Graham Hill, Luis Fernando Ochoa \| – \| \| 25. August 2012 – 7. September 2012 2 Wochen (insgesamt 3) \| 3 \| Jula \| Nie zatrzymasz mnie Julita Fabiszewska, Adrian Owsianik \| – \| \| 8. September 2012 – 21. September 2012 2 Wochen \| 2 \| Loreen \| Euphoria Peter Lars Boström, Thomas Gustafsson \| – \| \| 22. September 2012 – 5. Oktober 2012 2 Wochen (insgesamt 4) \| 4 \| Ewelina Lisowska \| Nieodporny rozum Ewelina Lisowska, Johannes Burmann \| – \| \| 6. Oktober 2012 – 12. Oktober 2012 1 Woche \| 1 \| Ellie Goulding \| Lights Elena Jane Goulding, Richard Frederick Stannard, Ashley Francis Howes \| – \| \| 13. Oktober 2012 – 19. Oktober 2012 1 Woche \| 1 \| Linkin Park \| Burn It Down Chester Charles Bennington, Robert Gregory Bourdon, Bradford Philip Delson, Joseph Hahn, Michael Kenji Shinoda, David Michael Farrell \| – \| \| 20. Oktober 2012 – 2. November 2012 2 Wochen (insgesamt 4) \| 4 \| Ewelina Lisowska \| Nieodporny rozum Ewelina Lisowska, Johannes Burmann \| – \| \| 3. November 2012 – 30. November 2012 4 Wochen (insgesamt 5) \| 5 \| Lykke Li \| I Follow Rivers Richard W. Nowels Jr., Björn Daniel Arne Yttling, Li Lykke Timotej Zachrisson \| – \| \| 1. Dezember 2012 – 7. Dezember 2012 1 Woche (insgesamt 5) \| 5 \| Lana Del Rey \| Summertime Sadness Richard Wright Nowels Jr., Elizabeth Woolridge Grant \| – \| \| 8. Dezember 2012 – 14. Dezember 2012 1 Woche \| 1 \| Asaf Avidan & the Mojos \| One Day / Reckoning Song (Wankelmut Remix) Musik: Asaf Avidan, Hadas Kleinman, Ran Nir, Roi Peled, Yoni Sheleg, Ori Winokur; Text: Asaf Avidan \| – \| \| 15. Dezember 2012 – 21. Dezember 2012 1 Woche (insgesamt 5) \| 5 \| Lana Del Rey \| Summertime Sadness Richard Wright Nowels Jr., Elizabeth Woolridge Grant \| – \| \| 22. Dezember 2012 – 28. Dezember 2012 1 Woche (insgesamt 5) \| 5 \| Lykke Li \| I Follow Rivers Richard W. Nowels Jr., Björn Daniel Arne Yttling, Li Lykke Timotej Zachrisson \| – \| \| 29. Dezember 2012 – 18. Januar 2013 3 Wochen (insgesamt 5) \| 5 \| Lana Del Rey \| Summertime Sadness Richard Wright Nowels Jr., Elizabeth Woolridge Grant \| – \| |                                     |                                     | |                           |
| ← 2011 |                                     |                                     | | → 2013 →                  |
| Zeitraum | Wo. ges.                            | Interpret                           | Titel Autor(en) | Zusätzliche Informationen |
| (Zeitraum, Wochen auf Platz eins, Interpret, Titel, Autor[en], zusätzliche Informationen) |                                     |                                     | |                           |
| 31. Dezember 2011 – 6. Januar 2012 1 Woche (insgesamt 2) | 2                                   | Foster the People                   | Pumped Up Kicks Mark Derek Foster | –                         |
| 7. Januar 2012 – 13. Januar 2012 1 Woche | 1                                   | Adele                               | Someone like You Adele Laurie Blue Adkins, Daniel Dodd Wilson | –                         |
| 14. Januar 2012 – 20. Januar 2012 1 Woche | 1                                   | Rihanna feat. Calvin Harris         | We Found Love Calvin Harris | –                         |
| 21. Januar 2012 – 10. Februar 2012 3 Wochen (insgesamt 9) | 9                                   | Gotye feat. Kimbra                  | Somebody That I Used to Know Walter Andre E. De Backer, Luiz Floriano Bonfá                                                                                                 | –                         |
| 11. Februar 2012 – 17. Februar 2012 1 Woche | 1                                   | Michel Teló                         | Ai Se Eu Te Pego! Sharon Acioly Arcoverde, Antônio Carlos Paim Cerqueira, Amanda Grasiele Mesquita Teixeira da Cruz, Aline Medeiros da Fonseca, Karine Assis Vinagre        | –                         |
| 18. Februar 2012 – 29. März 2012 6 Wochen (insgesamt 9) | 9                                   | Gotye feat. Kimbra                  | Somebody That I Used to Know Walter Andre E. De Backer, Luiz Floriano Bonfá                                                                                                 | –                         |
| 30. März 2012 – 6. April 2012 1 Woche | 1                                   | Kelly Clarkson                      | Stronger (What Doesn’t Kill You) Jörgen Kjell Aake Elofsson, David H. Gamson, Alexandra Leah Tamposi, Gregory Allen Kurstin                                                 | –                         |
| 7. April 2012 – 13. April 2012 1 Woche (insgesamt 3) | 3                                   | Nickelback                          | Lullaby Craig Michael Wiseman, Rodney Dale Clawson, Christopher G. Tompkins, Chad Robert Kroeger                                                                            | –                         |
| 14. April 2012 – 27. April 2012 2 Wochen | 2                                   | Jula                                | Za każdym razem Julita Fabiszewska, Adrian Owsianik | –                         |
| 28. April 2012 – 4. Mai 2012 1 Woche | 1                                   | Fun feat. Janelle Monáe             | We Are Young Nathaniel Joseph Ruess, Andrew Dost, Jack Michael Antonoff, Jeffrey Bhasker                                                                                    | –                         |
| 5. Mai 2012 – 18. Mai 2012 2 Wochen (insgesamt 3) | 3                                   | Nickelback                          | Lullaby Craig Michael Wiseman, Rodney Dale Clawson, Christopher G. Tompkins, Chad Robert Kroeger                                                                            | –                         |
| 19. Mai 2012 – 1. Juni 2012 2 Wochen | 2                                   | Aura Dione feat. Rock Mafia         | Friends Maria Louise Joensen, David Jost, Antonina Armato, Timothy James Price                                                                                              | –                         |
| 2. Juni 2012 – 22. Juni 2012 3 Wochen | 3                                   | Oceana                              | Endless Summer Oceana Mahlmann, Marc F. Jackson, Hugo Oscar, Reinhard Raith, Blair Nicholas Somerled Mackichan, Andreas Litterscheidt, Mense Reents, Edvard Jakobus Siebels | –                         |
| 23. Juni 2012 – 6. Juli 2012 2 Wochen | 2                                   | Carly Rae Jepsen                    | Call Me Maybe Joshua Keeler Ramsay, Carly Rae Jepsen, Tavish Joseph Crowe                                                                                                   | –                         |
| 7. Juli 2012 – 20. Juli 2012 2 Wochen | 2                                   | Flo Rida                            | Whistle Tramar Lacel Dillard, David Edward Glass, Antonio Clarence Mobley, Marcus Killian, Justin Scott Franks, Breyan Stanley Isaac, Arthur Scott Pingrey, Joshua Ralph    | –                         |
| 21. Juli 2012 – 3. August 2012 2 Wochen | 2                                   | Pitbull                             | Back in Time Urales Vargas, Armando Christian Pérez, Marc Christopher Kinchen, Adrian Trejo, Sylvia Robinson, Ellas Otha Bates McDaniels, Mickey Baker                      | –                         |
| 4. August 2012 – 10. August 2012 1 Woche | 1                                   | Loka                                | Prawdziwe powietrze Grzegorz Porowski, Kamil Mikuła | –                         |
| 11. August 2012 – 17. August 2012 1 Woche (insgesamt 3) | 3                                   | Jula                                | Nie zatrzymasz mnie Julita Fabiszewska, Adrian Owsianik | –                         |
| 18. August 2012 – 24. August 2012 1 Woche | 1                                   | Shakira                             | Addicted to You Armando Christian Pérez, Shakira Isabel Mebarak Ripoll, Edward E. Bello, John Graham Hill, Luis Fernando Ochoa                                              | –                         |
| 25. August 2012 – 7. September 2012 2 Wochen (insgesamt 3) | 3                                   | Jula                                | Nie zatrzymasz mnie Julita Fabiszewska, Adrian Owsianik | –                         |
| 8. September 2012 – 21. September 2012 2 Wochen | 2                                   | Loreen                              | Euphoria Peter Lars Boström, Thomas Gustafsson | –                         |
| 22. September 2012 – 5. Oktober 2012 2 Wochen (insgesamt 4) | 4                                   | Ewelina Lisowska                    | Nieodporny rozum Ewelina Lisowska, Johannes Burmann | –                         |
| 6. Oktober 2012 – 12. Oktober 2012 1 Woche | 1                                   | Ellie Goulding                      | Lights Elena Jane Goulding, Richard Frederick Stannard, Ashley Francis Howes                                                                                                | –                         |
| 13. Oktober 2012 – 19. Oktober 2012 1 Woche | 1                                   | Linkin Park                         | Burn It Down Chester Charles Bennington, Robert Gregory Bourdon, Bradford Philip Delson, Joseph Hahn, Michael Kenji Shinoda, David Michael Farrell                          | –                         |
| 20. Oktober 2012 – 2. November 2012 2 Wochen (insgesamt 4) | 4                                   | Ewelina Lisowska                    | Nieodporny rozum Ewelina Lisowska, Johannes Burmann | –                         |
| 3. November 2012 – 30. November 2012 4 Wochen (insgesamt 5) | 5                                   | Lykke Li                            | I Follow Rivers Richard W. Nowels Jr., Björn Daniel Arne Yttling, Li Lykke Timotej Zachrisson                                                                               | –                         |
| 1. Dezember 2012 – 7. Dezember 2012 1 Woche (insgesamt 5) | 5                                   | Lana Del Rey                        | Summertime Sadness Richard Wright Nowels Jr., Elizabeth Woolridge Grant | –                         |
| 8. Dezember 2012 – 14. Dezember 2012 1 Woche | 1                                   | Asaf Avidan & the Mojos             | One Day / Reckoning Song (Wankelmut Remix) Musik: Asaf Avidan, Hadas Kleinman, Ran Nir, Roi Peled, Yoni Sheleg, Ori Winokur; Text: Asaf Avidan                              | –                         |
| 15. Dezember 2012 – 21. Dezember 2012 1 Woche (insgesamt 5) | 5                                   | Lana Del Rey                        | Summertime Sadness Richard Wright Nowels Jr., Elizabeth Woolridge Grant | –                         |
| 22. Dezember 2012 – 28. Dezember 2012 1 Woche (insgesamt 5) | 5                                   | Lykke Li                            | I Follow Rivers Richard W. Nowels Jr., Björn Daniel Arne Yttling, Li Lykke Timotej Zachrisson                                                                               | –                         |
| 29. Dezember 2012 – 18. Januar 2013 3 Wochen (insgesamt 5) | 5                                   | Lana Del Rey                        | Summertime Sadness Richard Wright Nowels Jr., Elizabeth Woolridge Grant | –                         |

## Alben
| ← 2011 ← | Liste der Nummer-eins-Hits in Polen | Liste der Nummer-eins-Hits in Polen   | Liste der Nummer-eins-Hits in Polen | 2013 →                    |
| \| Zeitraum \| Wo. ges. \| Interpret \| Titel \| Zusätzliche Informationen \| \| (Zeitraum, Wochen auf Platz eins, Interpret, Titel, zusätzliche Informationen) \| \| \| \| \| \| ------------------------------------------------------------------------------ \| -------- \| ------------------------------------- \| ------------------------------ \| ------------------------- \| \| 27. Dezember 2011 – 1. Januar 2012 1 Woche (insgesamt 4) \| 4 \| Kazik na Żywo \| Bar La Curva / Plamy na słońcu \| – \| \| 2. Januar 2012 – 8. Januar 2012 1 Woche (insgesamt 9) \| 9 \| Adele \| 21 \| – \| \| 9. Januar 2012 – 22. Januar 2012 2 Wochen (insgesamt 4) \| 4 \| Kazik na Żywo \| Bar La Curva / Plamy na słońcu \| – \| \| 23. Januar 2012 – 5. Februar 2012 2 Wochen (insgesamt 9) \| 9 \| Adele \| 21 \| – \| \| 6. Februar 2012 – 12. Februar 2012 1 Woche (insgesamt 2) \| 2 \| Andrzej Piaseczny \| To co dobrze \| – \| \| 13. Februar 2012 – 19. Februar 2012 1 Woche (insgesamt 3) \| 3 \| Leonard Cohen \| Old Ideas \| – \| \| 20. Februar 2012 – 11. März 2012 3 Wochen \| 3 \| Gotye \| Making Mirrors \| – \| \| 12. März 2012 – 18. März 2012 1 Woche (insgesamt 9) \| 9 \| Adele \| 21 \| – \| \| 19. März 2012 – 25. März 2012 1 Woche \| 1 \| Katie Melua \| Secret Symphony \| – \| \| 26. März 2012 – 1. April 2012 1 Woche \| 1 \| Chris Botti \| This Is Chris Botti \| – \| \| 2. April 2012 – 9. April 2012 1 Woche (insgesamt 11) \| 11 \| Artur Andrus \| Myśliwiecka \| – \| \| 10. April 2012 – 15. April 2012 1 Woche \| 1 \| Madonna \| MDNA \| – \| \| 16. April 2012 – 29. April 2012 2 Wochen \| 2 \| Tabasko \| Ostatnia szansa tego rapu \| – \| \| 30. April 2012 – 20. Mai 2012 3 Wochen (insgesamt 11) \| 11 \| Artur Andrus \| Myśliwiecka \| – \| \| 21. Mai 2012 – 27. Mai 2012 1 Woche \| 1 \| Luxtorpeda \| Robaki \| – \| \| 28. Mai 2012 – 10. Juni 2012 2 Wochen (insgesamt 11) \| 11 \| Artur Andrus \| Myśliwiecka \| – \| \| 11. Juni 2012 – 17. Juni 2012 1 Woche \| 1 \| Grubson \| Gruby brzuch \| – \| \| 18. Juni 2012 – 24. Juni 2012 1 Woche (insgesamt 11) \| 11 \| Artur Andrus \| Myśliwiecka \| – \| \| 25. Juni 2012 – 1. Juli 2012 1 Woche \| 1 \| Piotr Rogucki \| 95–2003 \| – \| \| 2. Juli 2012 – 8. Juli 2012 1 Woche \| 1 \| Chada \| Jeden z was \| – \| \| 9. Juli 2012 – 15. Juli 2012 1 Woche \| 1 \| Linkin Park \| Living Things \| – \| \| 16. Juli 2012 – 22. Juli 2012 1 Woche \| 1 \| Guns N’ Roses \| Greatest Hits \| – \| \| 23. Juli 2012 – 29. Juli 2012 1 Woche \| 1 \| Zaz \| Zaz \| – \| \| 30. Juli 2012 – 26. August 2012 4 Wochen (insgesamt 11) \| 11 \| Artur Andrus \| Myśliwiecka \| – \| \| 27. August 2012 – 2. September 2012 1 Woche \| 1 \| Dead Can Dance \| Anastasis \| – \| \| 3. September 2012 – 16. September 2012 2 Wochen (insgesamt 11) \| 11 \| Artur Andrus \| Myśliwiecka \| – \| \| 17. September 2012 – 23. September 2012 1 Woche \| 1 \| Happysad \| Ciepło / Zimno \| – \| \| 24. September 2012 – 7. Oktober 2012 2 Wochen \| 2 \| Slums Attack \| CNO2 \| – \| \| 8. Oktober 2012 – 14. Oktober 2012 1 Woche \| 1 \| Queen \| Greatest Hits \| – \| \| 15. Oktober 2012 – 11. November 2012 4 Wochen \| 4 \| Maria Peszek \| Jezus Maria Peszek \| – \| \| 12. November 2012 – 18. November 2012 1 Woche (insgesamt 5) \| 5 \| Hey \| MTV Unplugged \| – \| \| 19. November 2012 – 2. Dezember 2012 2 Wochen (insgesamt 4) \| 4 \| Donatan \| Równonoc. Słowiańska dusza \| – \| \| 3. Dezember 2012 – 9. Dezember 2012 1 Woche \| 1 \| Led Zeppelin \| Celebration Day \| – \| \| 10. Dezember 2012 – 23. Dezember 2012 2 Wochen \| 2 \| Kamil Bednarek \| Jestem … \| – \| \| 24. Dezember 2012 – 6. Januar 2013 2 Wochen \| 2 \| Andrzej Piaseczny & Seweryn Krajewski \| Zimowe piosenki \| – \| |                                     |                                       |                                     |                           |
| ← 2011 |                                     |                                       |                                     | → 2013 →                  |
| Zeitraum | Wo. ges.                            | Interpret                             | Titel                               | Zusätzliche Informationen |
| (Zeitraum, Wochen auf Platz eins, Interpret, Titel, zusätzliche Informationen) |                                     |                                       |                                     |                           |
| 27. Dezember 2011 – 1. Januar 2012 1 Woche (insgesamt 4) | 4                                   | Kazik na Żywo                         | Bar La Curva / Plamy na słońcu      | –                         |
| 2. Januar 2012 – 8. Januar 2012 1 Woche (insgesamt 9) | 9                                   | Adele                                 | 21                                  | –                         |
| 9. Januar 2012 – 22. Januar 2012 2 Wochen (insgesamt 4) | 4                                   | Kazik na Żywo                         | Bar La Curva / Plamy na słońcu      | –                         |
| 23. Januar 2012 – 5. Februar 2012 2 Wochen (insgesamt 9) | 9                                   | Adele                                 | 21                                  | –                         |
| 6. Februar 2012 – 12. Februar 2012 1 Woche (insgesamt 2) | 2                                   | Andrzej Piaseczny                     | To co dobrze                        | –                         |
| 13. Februar 2012 – 19. Februar 2012 1 Woche (insgesamt 3) | 3                                   | Leonard Cohen                         | Old Ideas                           | –                         |
| 20. Februar 2012 – 11. März 2012 3 Wochen | 3                                   | Gotye                                 | Making Mirrors                      | –                         |
| 12. März 2012 – 18. März 2012 1 Woche (insgesamt 9) | 9                                   | Adele                                 | 21                                  | –                         |
| 19. März 2012 – 25. März 2012 1 Woche | 1                                   | Katie Melua                           | Secret Symphony                     | –                         |
| 26. März 2012 – 1. April 2012 1 Woche | 1                                   | Chris Botti                           | This Is Chris Botti                 | –                         |
| 2. April 2012 – 9. April 2012 1 Woche (insgesamt 11) | 11                                  | Artur Andrus                          | Myśliwiecka                         | –                         |
| 10. April 2012 – 15. April 2012 1 Woche | 1                                   | Madonna                               | MDNA                                | –                         |
| 16. April 2012 – 29. April 2012 2 Wochen | 2                                   | Tabasko                               | Ostatnia szansa tego rapu           | –                         |
| 30. April 2012 – 20. Mai 2012 3 Wochen (insgesamt 11) | 11                                  | Artur Andrus                          | Myśliwiecka                         | –                         |
| 21. Mai 2012 – 27. Mai 2012 1 Woche | 1                                   | Luxtorpeda                            | Robaki                              | –                         |
| 28. Mai 2012 – 10. Juni 2012 2 Wochen (insgesamt 11) | 11                                  | Artur Andrus                          | Myśliwiecka                         | –                         |
| 11. Juni 2012 – 17. Juni 2012 1 Woche | 1                                   | Grubson                               | Gruby brzuch                        | –                         |
| 18. Juni 2012 – 24. Juni 2012 1 Woche (insgesamt 11) | 11                                  | Artur Andrus                          | Myśliwiecka                         | –                         |
| 25. Juni 2012 – 1. Juli 2012 1 Woche | 1                                   | Piotr Rogucki                         | 95–2003                             | –                         |
| 2. Juli 2012 – 8. Juli 2012 1 Woche | 1                                   | Chada                                 | Jeden z was                         | –                         |
| 9. Juli 2012 – 15. Juli 2012 1 Woche | 1                                   | Linkin Park                           | Living Things                       | –                         |
| 16. Juli 2012 – 22. Juli 2012 1 Woche | 1                                   | Guns N’ Roses                         | Greatest Hits                       | –                         |
| 23. Juli 2012 – 29. Juli 2012 1 Woche | 1                                   | Zaz                                   | Zaz                                 | –                         |
| 30. Juli 2012 – 26. August 2012 4 Wochen (insgesamt 11) | 11                                  | Artur Andrus                          | Myśliwiecka                         | –                         |
| 27. August 2012 – 2. September 2012 1 Woche | 1                                   | Dead Can Dance                        | Anastasis                           | –                         |
| 3. September 2012 – 16. September 2012 2 Wochen (insgesamt 11) | 11                                  | Artur Andrus                          | Myśliwiecka                         | –                         |
| 17. September 2012 – 23. September 2012 1 Woche | 1                                   | Happysad                              | Ciepło / Zimno                      | –                         |
| 24. September 2012 – 7. Oktober 2012 2 Wochen | 2                                   | Slums Attack                          | CNO2                                | –                         |
| 8. Oktober 2012 – 14. Oktober 2012 1 Woche | 1                                   | Queen                                 | Greatest Hits                       | –                         |
| 15. Oktober 2012 – 11. November 2012 4 Wochen | 4                                   | Maria Peszek                          | Jezus Maria Peszek                  | –                         |
| 12. November 2012 – 18. November 2012 1 Woche (insgesamt 5) | 5                                   | Hey                                   | MTV Unplugged                       | –                         |
| 19. November 2012 – 2. Dezember 2012 2 Wochen (insgesamt 4) | 4                                   | Donatan                               | Równonoc. Słowiańska dusza          | –                         |
| 3. Dezember 2012 – 9. Dezember 2012 1 Woche | 1                                   | Led Zeppelin                          | Celebration Day                     | –                         |
| 10. Dezember 2012 – 23. Dezember 2012 2 Wochen | 2                                   | Kamil Bednarek                        | Jestem …                            | –                         |
| 24. Dezember 2012 – 6. Januar 2013 2 Wochen | 2                                   | Andrzej Piaseczny & Seweryn Krajewski | Zimowe piosenki                     | –                         |

## Jahreshitparaden
| ← 2011 ← | Liste der Nummer-eins-Hits in Polen | Liste der Nummer-eins-Hits in Polen                              | Liste der Nummer-eins-Hits in Polen | 2013 →   |
| \| Singles \| Position# \| Alben \| \| --------------------------------------------------------------------------------------------------------------------------------------------------------------------------------------------------- \| --------- \| ---------------------------------------------------------------- \| \| Ai Se Eu Te Pego! Michel Teló Sharon Acioly Arcoverde, Antônio Carlos Paim Cerqueira, Amanda Grasiele Mesquita Teixeira da Cruz, Aline Medeiros da Fonseca, Karine Assis Vinagre \| 1 \| 21 Adele \| \| Somebody That I Used to Know Gotye feat. Kimbra Walter Andre E. De Backer, Luiz Floriano Bonfá \| 2 \| Celebration Day Led Zeppelin \| \| We Found Love Rihanna feat. Calvin Harris \| 3 \| Born to Die Lana Del Rey \| \| Gangnam Style (강남스타일) Psy Yoo Gun-hyung, Park Jae-sang \| 4 \| Marek Sierocki przedstawa: I Love 80’ (Verschiedene Interpreten) \| \| This Is Love Will.i.am feat. Eva Simons Martin Karl Sandberg, Sebastian Carmine Ingrosso, William James Adams Jr., Steven Patrik Josefsson Fragogiannis, Eva Maria Simons, Michael Anthony Hamilton \| 5 \| 19 Adele \| \| Last Christmas Wham! George Michael \| 6 \| Privateering Mark Knopfler \| \| Tak blisko Rafał Brzozowski Marek Koscikiewicz \| 7 \| Old Is Gold T.Love \| \| Call Me Maybe Carly Rae Jepsen Joshua Keeler Ramsay, Carly Rae Jepsen, Tavish Joseph Crowe \| 8 \| The Shape of a Broken Heart Imany \| \| Where Have You Been Rihanna Henry Russell Walter, Lukasz Sebastian Gottwald, Esther Renay Dean, Adam Richard Wiles, Albert Geoffrey McElhinney \| 9 \| Making Mirrors Gotye \| \| Balada (Tchê tcherere tchê tchê) Gusttavo Lima Cássio Sampaio Silva \| 10 \| To co dobre Andrzej Piaseczny \| |                                     |                                                                  |                                     |          |
| ← 2011 |                                     |                                                                  |                                     | → 2013 → |
| Singles | Position#                           | Alben                                                            |                                     |          |
| Ai Se Eu Te Pego! Michel Teló Sharon Acioly Arcoverde, Antônio Carlos Paim Cerqueira, Amanda Grasiele Mesquita Teixeira da Cruz, Aline Medeiros da Fonseca, Karine Assis Vinagre | 1                                   | 21 Adele                                                         |                                     |          |
| Somebody That I Used to Know Gotye feat. Kimbra Walter Andre E. De Backer, Luiz Floriano Bonfá | 2                                   | Celebration Day Led Zeppelin                                     |                                     |          |
| We Found Love Rihanna feat. Calvin Harris | 3                                   | Born to Die Lana Del Rey                                         |                                     |          |
| Gangnam Style (강남스타일) Psy Yoo Gun-hyung, Park Jae-sang | 4                                   | Marek Sierocki przedstawa: I Love 80’ (Verschiedene Interpreten) |                                     |          |
| This Is Love Will.i.am feat. Eva Simons Martin Karl Sandberg, Sebastian Carmine Ingrosso, William James Adams Jr., Steven Patrik Josefsson Fragogiannis, Eva Maria Simons, Michael Anthony Hamilton | 5                                   | 19 Adele                                                         |                                     |          |
| Last Christmas Wham! George Michael | 6                                   | Privateering Mark Knopfler                                       |                                     |          |
| Tak blisko Rafał Brzozowski Marek Koscikiewicz | 7                                   | Old Is Gold T.Love                                               |                                     |          |
| Call Me Maybe Carly Rae Jepsen Joshua Keeler Ramsay, Carly Rae Jepsen, Tavish Joseph Crowe | 8                                   | The Shape of a Broken Heart Imany                                |                                     |          |
| Where Have You Been Rihanna Henry Russell Walter, Lukasz Sebastian Gottwald, Esther Renay Dean, Adam Richard Wiles, Albert Geoffrey McElhinney | 9                                   | Making Mirrors Gotye                                             |                                     |          |
| Balada (Tchê tcherere tchê tchê) Gusttavo Lima Cássio Sampaio Silva | 10                                  | To co dobre Andrzej Piaseczny                                    |                                     |          |